# Водяна черепаха чорна
Водяна черепаха чорна (Mauremys nigricans) — вид черепах з роду Водяні черепахи родини Азійські прісноводні черепахи. Інші назви «чорна китайська черепаха», «червоношия черепаха».

## Опис
Завдовжки карапакс досягає 20—24 см. Спостерігається статевий диморфізм: самиці з віком стають більшими за самців. Голова середнього розміру. Карапакс подовжений з медіальний кілем. У задній частині пластрона чітко виражена анальна вирізка. Лапи з плавальними перетинками.
Колір карапаксу коричневий у самців й темно—зелений або темно—сірий, чорний у самиць. У самців і деяких самиць є слабка помаранчево—червона смуга через медіальний кіль. У обох статей на крайових щитках можуть бути жовті плями. У самців пластрон жовтуватий з коричневим або чорним кольором, у самиць пластрон темно—коричневий або чорний з помаранчевим забарвленням. Перемичка зазвичай коричнева. У самиць і молодих самців голова зеленувато—чорна з жовтими цяточками. Жовта смуга тягнеться від очей через тимпанічні щитки до шиї. Лапи й хвіст темно—коричневі або чорні з жовтими плямами на передніх лапах. У статевозрілих самців ніс стає рожевим, а у деяких особин колір голови стає червоним з чорними смугами. Жовті плями на усіх лапах червоніють, стаючи більш широкими і забігають  на хвіст і пахову область.

## Спосіб життя
Полюбляє струмки і річки у передгір'ях. Зустрічається на висоті 300–400 м над рівнем моря. Харчується креветками, бананами, фруктами, ягодами, кальмарами. Новонароджені черепашенята повністю м'ясоїдні.
Самиця відкладає від 2 до 9 овальних білих яєць розміром 36—51х20—27 мм з тендітною оболонкою. Термін інкубації 51—55 днів при температурі 28-31 °C. Пластрон новонароджених досягає 27 мм, вага 4—6 г. У малюків є 3 кіля й помаранчево—червоний пластрон з темними плямами різного розміру.

## Розповсюдження
Мешкає у Китаї: від провінції Гуандун до Хайнаня. Часто зустрічається у північному В'єтнамі та на о. Тайвань.